# Discocelides ellipsoides
Discocelides ellipsoides är en plattmaskart. Discocelides ellipsoides ingår i släktet Discocelides och familjen Plehniidae. Inga underarter finns listade i Catalogue of Life.